# 231 Batalion WOP
231 Batalion Wojsk Ochrony Pogranicza – zlikwidowany samodzielny pododdział Wojsk Ochrony Pogranicza.

## Formowanie i zmiany organizacyjne
Na podstawie rozkazu MBP nr 043/org z 3 czerwca 1950, na bazie 13 Brygady Ochrony Pogranicza, sformowano 23 Brygadę Wojsk Pogranicza, a z dniem 1 stycznia 1951 21 batalion Ochrony Pogranicza przemianowano na 231 batalion WOP.

## Struktura organizacyjna
Struktura w 1952:
- dowództwo i pododdziały sztabowe – Terespol
- 138 strażnica – Wygoda
- 139 strażnica – Krzyczew
- 140 strażnica – Terespol
- 141 strażnica – Kodeń
- 141a strażnica – Jabłeczna

W 1954 batalionowi podlegały:
- 132 strażnica WOP Wygoda
- 133 strażnica WOP Krzyczew
- 134 strażnica WOP Terespol
- 135 strażnica WOP Kodeń
- 136 strażnica WOP Jabłeczna

## Dowódcy batalionu
- mjr Arkadiusz Rozenkier (wyznaczony w 1952 nie przyjął stanowiska)
- mjr Konstanty Pasztelaniec (od 1952)
- mjr Władysław Marczyk (01.05.1954–30.11.1954)[3]
- mjr Franciszek Kaczmarek (od 1954).